# 青盛喜一郎
青盛 喜一郎（あおもり きいちろう、1860年2月29日〈万延元年2月8日〉 - 没年不明）は、日本の商人（石油和洋紙卸商）、銀行役員、広島県多額納税者、地主・家主、政治家。呉市会議員。族籍は広島県平民。

## 経歴
広島県人・青盛万次の二男。1884年、家督を相続する。石油和洋紙卸商を営み、広島県多額納税者に列する。呉銀行、呉倉庫各専務取締役をつとめる。1939年、退隠する。

## 人物
貴族院多額納税者議員選挙の互選資格を有する。呉市に於ける名望家である。
住所は呉市本通、同市岩方通4丁目（現・中央）、同市和庄町。

## 家族・親族
青盛家
青盛家は古くより呉市にて商業を営む。
- 妻・ノヨ（1868年 - ?、広島、高橋多右衛門の二女）[2][11]
- 長男・忠雄（1893年 - 1978年、仙台鉄道局長、運輸審議会会長）[7][14][15]
  - 同妻（1903年 - ?、東京、寺田統一郎の姉）[7]
- 二男・繁男[7]（1897年 - 1980年、青盛建材社長）
  - 同妻・まち[7]（1901年 - 1981年、岡山、片山一五郎の二女）[7]
- 三男・勇三（1906年 - ?、岡山第一商業教諭）[7]
- 長女[12]
- 二女（野村直邦の妻）[7]
- 三女（山内継喜の妻）[7][16]

親戚
- 弟・青盛常太郎（広島県多額納税者、家主[8]、呉銀行取締役） - 1894年、分家[11]。
- 二女の夫・野村直邦[7]（海軍大将）
- 三女の夫・山内継喜（福井県勝山市長）[16]